# مطثية كافنديشية
مطثية كافنديشية (الاسم العلمي: Clostridium cavendishii) هي نوع من البكتيريا يتبع جنس المطثية من الفصيلة المطثاوية.